# Nos vies heureuses
Pour plus de détails, voir Fiche technique et Distribution.
Nos vies heureuses est un film français réalisé par Jacques Maillot, sorti le 19 mai 1999.

## Synopsis
Lorsque Julie sort de l'hôpital, ses deux amies, Cécile et Émilie, l'attendent. Elles l'accompagnent chez elle pour récupérer ses affaires et pour emménager toutes les trois. Lors du déménagement, elle fait la connaissance d'Ali, un étudiant qui travaille au noir dans une brasserie. 
Cécile, elle, est photographe mais n'assume pas cette passion. Lucas, le tenancier de la brasserie doit faire face à un beau-père étouffant et délétère. Les personnages se croisent, se cherchent, tous en mal de stabilité affective et sociale.

## Fiche technique
- Titre : Nos vies heureuses
- Réalisation : Jacques Maillot
- Scénario : Jacques Maillot et Eric Veniard
- Production : Laurent Bénégui
- Société de production : Magouric Productions
- Musique : Allie Delfau
- Photographie : Luc Pagès
- Son : Pascal Ribier
- Montage : Andrea Sedláčková
- Pays d'origine :  France
- Format : couleur
- Genre : comédie dramatique et romance
- Durée : 147 minutes
- Date de sortie : 19 mai 1999

## Distribution
- Marie Payen : Julie
- Cécile Richard : Cécile
- Camille Japy : Émilie
- Sami Bouajila : Ali
- Eric Bonicatto : Jean-Paul
- Jean-Michel Portal : Lucas
- Sarah Grappin : Sylvie
- Olivier Py : François
- Alain Beigel : Antoine
- Fanny Cottençon : la mère de Cécile
- Marc Chapiteau : le père de Sylvie
- Frédéric Gélard : Vincent
- Stéphane Brizé : Marco
- Jean-Paul Bonnaire : le père de Lucas
- Jalil Lespert : Étienne
- Pierre-Loup Rajot : l'inspecteur
- Vincent Elbaz : Alex

## Distinctions
- Sélection officielle du jeune comédien de Béziers en 1998
- Festival de Cannes 1999 : Sélection officielle